# Korkyně
Korkyně település Csehországban, a Příbrami járásban. Korkyně Nový Knín, Čím, Chotilsko, Buš és Nové Dvory településekkel határos. Lakosainak száma 161 fő (2024. január 1.).

## Népesség
A település lakosságának változását az alábbi diagram mutatja:
| Lakosok száma | 261  | 271  | 264  | 202  | 107  | 95   | 132  | 138  | 128  | 161  |
|               | 1869 | 1890 | 1921 | 1950 | 1980 | 2001 | 2017 | 2019 | 2022 | 2024 |